# Leontodon atlanticus
Leontodon atlanticus là một loài thực vật có hoa trong họ Cúc. Loài này được (Ball) Widder mô tả khoa học đầu tiên.